# Róbert Ruck

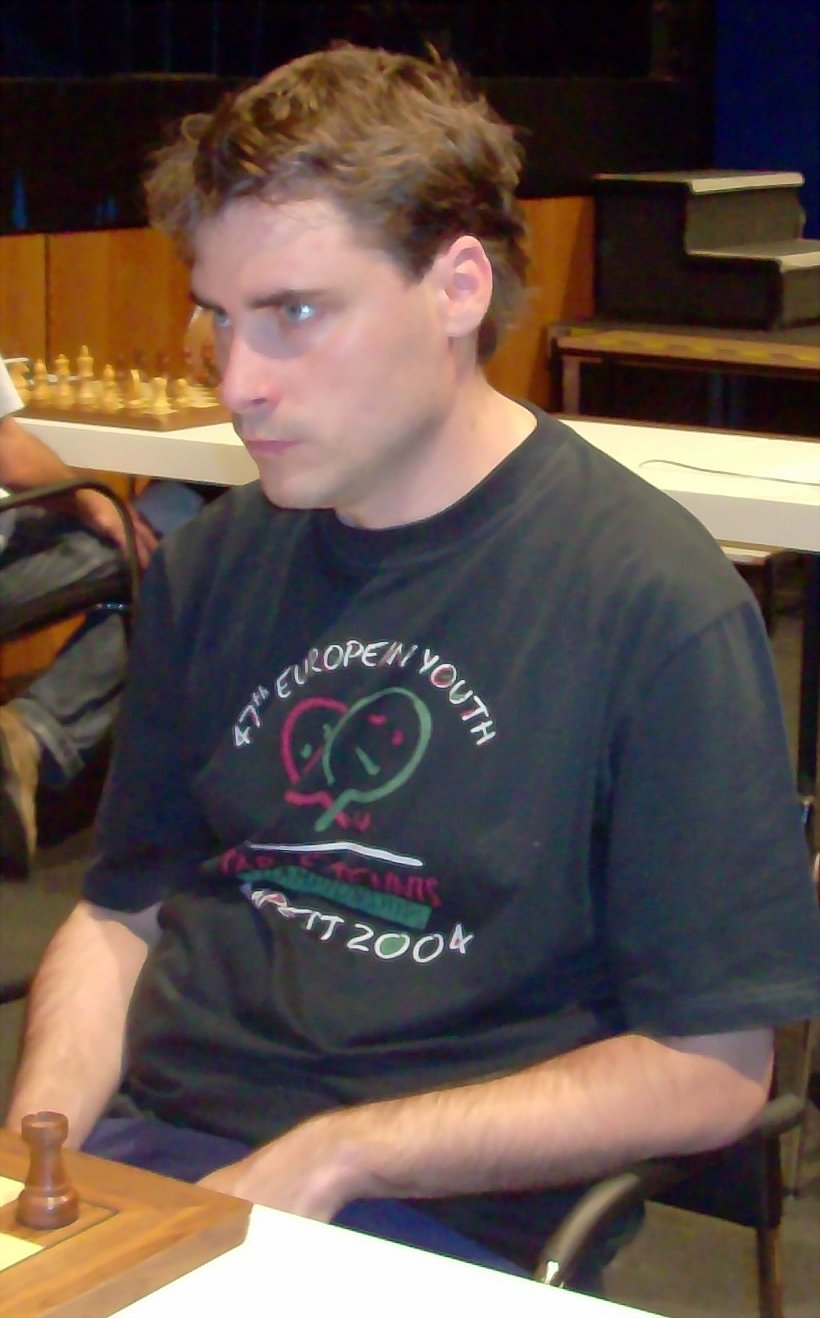

Róbert Ruck (10 december 1977) is een Hongaarse schaker.
Hij is sinds 2000 een grootmeester (GM).
- In 1992 eindigde hij in Rimavská Sobota gedeeld 2e–3e op het Europees schaakkampioenschap voor jeugd in de categorie tot 16 jaar.
- In 1994 eindigde hij in Szeged gedeeld 2e–3e op het EK schaken voor jeugd in de categorie tot 18 jaar en werd hij in Chania gedeeld 2e–4e op het Wereldkampioenschap schaken voor jeugd in de categorie tot 18 jaar.
- In 1997 won hij toernooien in in Zagreb en in Kladovo.
- In 2000 werd hij gedeeld 1e–2e in Boedapest en gedeeld 1e–2e in Kőszeg.[1]
- In 2002 werd Róbert Rick kampioen van Hongarije.
- In 2003 werd hij in Lippstadt gedeeld 1e–4e.
- Van 10 t/m 18 mei 2005 werd in Kazinbarcika het kampioenschap van Hongarije gespeeld, dat door Zoltán Gyimesi werd gewonnen met 6 uit 9. Zoltán Almási eindigde met 6 punten op de tweede plaats, terwijl Róbert met 4.5 punt derde werd.

In 1994 werd hij Internationaal Meester (IM), in 2000 grootmeester.
In februari 2015 stond hij op plaats 11 in de Elo-ranglijst van Hongarije.

## Nationale teams
Met het nationale team van Hongarije nam Ruck deel aan de Schaakolympiades in 2000, 2002, 2004 en 2006. In 2002 bereikte hij met het team de tweede plaats. 

Resultaten per Schaakolympiade:
- In 2000, aan het 2e reservebord in de 34e Schaakolympiade in Istanboel (+1 =2 –1)
- In 2002, aan het 1e reservebord in de 35e Schaakolympiade in Bled (+1 =3 –0) en zilver met het team
- In 2004, aan het 4e bord in de 36e Schaakolympiade in Calvià (+3 =4 –2)
- In 2006, aan het 1e reservebord in de 37e Schaakolympiade in Turijn (+0 =3 –1)

In 2001 nam hij met het Hongaarse team deel aan het vijfde Wereldkampioenschap schaken voor landenteams in Jerevan. Aan het derde bord behaalde hij een individuele zilveren medaille (+3 =2 –2).
In 2003, 2005, 2007 en 2009 nam hij met het Hongaarse team deel aan het Europees kampioenschap schaken voor landenteams met als resultaten:
- in 2003, aan bord 4 in het 14e EK landenteams in Plovdiv (+0 =4 –2)
- in 2005, aan bord 4 in het 15e EK landenteams in Gothenburg (+3 =4 –1)
- in 2007, aan het reservebord in het 16e EK landenteams in Heraklion (+2 =4 –0)
- in 2009, aan het reservebord in het 17e EK landenteams in Novi Sad (+1 =6 –0)